# 曾愷玹
曾 愷玹（アリス・ツォン、1984年4月22日 - ）は台湾台北市出身のモデル、女優。ニックネームは「KaiKai」または「愷玹」。身長163cm、体重43kg。世新大学観光学系餐旅事業管理組学部卒業。スカイハイ・エンターテインメント所属。

## 来歴
2013年、16歳年上のアートギャラリーのオーナーと結婚。出産を機に芸能活動を停止した。
2022年、台北市大安区にセレクトショップ「10680」を開店。ドラマ「台北女子図鑑」に出演し、映画「言えない秘密」から15年ぶりに桂綸鎂と共演した。

## 出演作

### 映画
- 2006年 靜夜星空
- 2007年 言えない秘密（原題：不能說的秘密）（台湾） - 晴依 役
- 2007年 公主在台北徹夜未眠 MOTO Z8携帯電話専用映画
- 2008年 我的最愛 - 阿琪 役
- 2008年 親愛的（香港） - 韋晴 役
- 2008年 弾道（香港） - 陳青 役
- 2009年 愛到底（台湾） - 愷愷 役
- 2012年 刷新3+7（中国） - 王璐 役

### ドラマ
- 2008年 美男、じゃないんですね?!（原題：原來我不帥）（台湾） - 徐心婷 役
- 2009年 Starlit〜君がくれた優しい光（原題：心星的涙光）（台湾） - 顏睿珊 役
- 2009年 蓮花雨（中国） - 童真 役
- 2010年 星光下的童話（台湾） - 曾愷玹 役
- 2010年 就是要香戀（台湾） - 明天晴 役
- 2011年 單數絕配（台湾） - 元懷真 役
- 2011年 戀戀阿里山（台湾） - 曾家雲 役
- 2012年 小站（台湾） - 王欣怡 役
- 2013年 幸福蒲公英（台湾） - 林佳冬 役
- 2022年 台北女子図鑑（台湾） - Joy 役
- 2024年 都市懼集（台湾）

### 音楽
- 2008年 撒嬌（映画『親愛的』挿入歌／シングル）（ゴールド・タイフーン、スカイハイ・エンターテインメント）
- 2008年 我不在乎（映画『親愛的』主題歌／シングル）（アンディ・オンとの合唱）（ゴールド・タイフーン、スカイハイ・エンターテインメント）
- 2009年 無声的旋律（テレビドラマ『Starlit』挿入歌／シングル）（スカイハイ・エンターテインメント）

### 広告
- P&G
- OLAY
- 統一『來一客杯麺』
- 光泉『乳香世家』
- SYM 三陽機車
- 香港煙頓広告
- Ebay広告聯邦銀行分期0利卡
- 無線收費台広告
- Meters/bonwe07年秋冬広告
- 美白牙齒貼片
- MC Cafe
- オンラインゲーム『天龍八部』代言人
- 香港道地百果園

### MV出演
- 2005年 五月天『知足』
- 2005年 李翊君『勇敢的愛』
- 2007年 呉建豪『放手』
- 2007年 柯有綸『Crazy』
- 2007年 陳柏宇『永久保存』
- 2007年 周杰倫『我不配』
- 2008年 古巨基『勁歌金曲2—情歌王』
- 2008年 呉克群『牽牽牽手』
- 2008年 胡清藍『候補情人』
- 2008年 羅志祥『搞笑』